# Black Hawk (indianenleider)

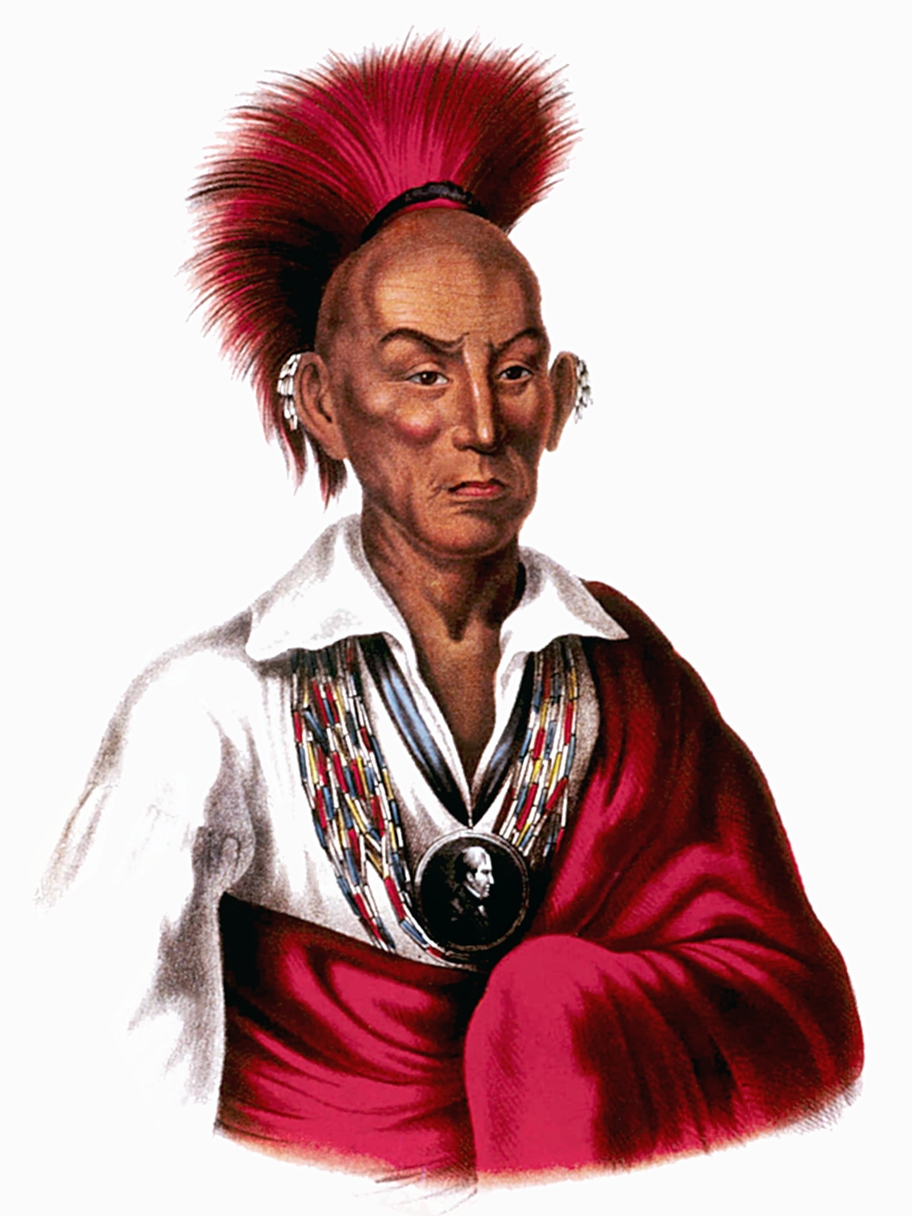
Black Hawk

Black Hawk of Black Sparrow Hawk (1767 – 3 oktober 1838) was een leider en krijger van de Sauk, een indianenstam uit Noord-Amerika. Hoewel Black Hawk een historisch belangrijke medicijnenbundel erfde, was Black Hawk niet een van de erfelijke civiele leiders van de Sauk. Zijn status verkreeg Black Hawk door op jonge leeftijd al oorlogen aan te voeren en door zijn leiderschap over een band Sauk-indianen gedurende de Black Hawk-oorlog van 1832.
In de oorlog van 1812 vocht Black Hawk aan de kant van de Britten. In de Black Hawk-oorlog van 1832 leidde hij een band van Sauk- en Fox-krijgers, ook wel bekend als de "Britse Band", die vochten tegen Europees-Amerikaanse kolonisten in Illinois en Wisconsin. Na de oorlog werd hij gevangengenomen en overgebracht naar het oosten van de Verenigde Staten, waar hij en andere opperhoofden langs verschillende steden reisden. Black Hawk stierf in 1838 in wat nu Zuidoost-Iowa is. Hij liet een blijvende erfenis achter door vele eponiemen en andere eerbetonen.  